# 塔爾瓦尼亞 (密蘇里州)
塔爾瓦尼亞（英語：Tullvania）是位於美國密蘇里州梅肯縣的鬼鎮。

## 歷史
塔爾瓦尼亞的郵局於1858年設立，其後於1915年停運。

## 地理
塔爾瓦尼亞所處的海拔為高於海平面308米（即1010英呎），而該地所採用的時區為UTC-6，即北美中部時區（CST）。同時該地設有夏令時間，為UTC-6調快一小時，即UTC-5（CDT）。